# Carl Bertelsen
Carl Andreas Clausen Bertelsen (Haderslev, 1937. november 15. – 2019. június 11.) válogatott dán labdarúgó.

## Pályafutása
1962 és 1964 között húsz alkalommal szerepelt a dán válogatottban és kilenc gólt szerzett. Tagja volt az 1964-es spanyolországi Európa-bajnokságon negyedik helyezett csapatnak.

## Sikerei, díjai
Esbjerg fB
- Dán bajnokság
  - bajnok (3): 1961, 1962, 1963
- Dán kupa
  - győztes: 1964